# Abisara cameroonensis
Abisara cameroonensis (tên phổ biến trong tiếng Anh: Cameroon Judy) là một loài bướm ngày thuộc họ Bướm ngao. Loài này được tìm thấy tại Nigeria và Cameroon. Môi trường sống của loài này bao gồm rừng thứ sinh trên núi, dọc theo nguồn nước.